# Lymphoblaste

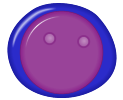
Lymphoblaste

Un lymphoblaste est un lymphocyte naïf modifié avec une morphologie cellulaire altérée. Il se produit lorsque le lymphocyte est activé par un antigène (provenant de cellules présentatrices d'antigène) et augmente de volume par la croissance du noyau et du cytoplasme ainsi que par la synthèse de nouveaux ARNm et de protéines. Le lymphoblaste commence alors à se diviser deux à quatre fois toutes les 24 heures pendant trois à cinq jours, un seul lymphoblaste produisant environ 1000 clones de son lymphocyte naïf d'origine, chaque clone partageant la spécificité antigénique unique à l'origine. Enfin, les cellules en division se différencient en cellules effectrices, appelées cellules plasmatiques (pour les cellules B), cellules T cytotoxiques et cellules T auxiliaires. 
Les lymphoblastes peuvent également désigner des cellules immatures qui se différencient généralement pour former des lymphocytes matures. Normalement, les lymphoblastes se trouvent dans la moelle osseuse, mais dans la leucémie aiguë lymphoblastique (LAL), les lymphoblastes prolifèrent de manière incontrôlable et se retrouvent en grand nombre dans le sang périphérique.
La taille est comprise entre 10 et 20 μm.
Bien que les lymphoblastes se réfèrent généralement à une cellule précurseur dans la maturation des leucocytes, l'utilisation de ce terme est parfois incohérente. Le Chronic Lymphocytic Leukemia Research Consortium définit un lymphoblaste comme "un lymphocyte qui a grossi après avoir été stimulé par un antigène. Les lymphoblastes ressemblent à des lymphocytes immatures et étaient autrefois considérés comme des cellules précurseurs.".
Les lymphoblastes peuvent être distingués au microscope des myéloblastes en ayant des nucléoles moins distincts, une chromatine plus condensée et une absence de granules cytoplasmiques. Cependant, ces distinctions morphologiques ne sont pas absolues et un diagnostic définitif repose sur l'immunomarquage des anticorps pour la présence d'un groupe unique de récepteurs de différenciation.

## Images supplémentaires

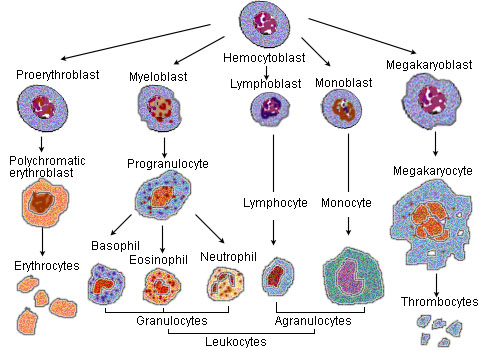
Lignée des cellules sanguines

## Sources et références
1. ↑  Janeway's Immunobiology, 9th edition, Chapter 1, page 23
2. ↑  National Center for Biotechnology Information et U.S. National Library of Medicine, « Lymphoblasts - National Library of Medicine », PubMed Health (consulté le 17 novembre 2015)
3. ↑  Gillian Rozenberg, Microscopic Haematology: A Practical Guide for the Laboratory, Elsevier Australia, 23 mars 2011, 106– (ISBN 978-0-7295-4072-8, lire en ligne)
4. ↑  Kumar, Vinay, Abbas, Abul K., Fausto, Nelson et Aster, Jon C., Robbins and Cotran Pathologic Basis of Disease, Philadelphia, 8th, 2010, 602 p. (ISBN 978-1-4160-3121-5)